# The Flaming Forge
Pour plus de détails, voir Fiche technique et Distribution.
The Flaming Forge est un film muet américain réalisé par Colin Campbell et sorti en 1913.

## Fiche technique
- Réalisation : Colin Campbell
- Scénario : Lanier Bartlett, d'après le poème d'Henry Wadsworth Longfellow
- Date de sortie : États-Unis : 25 février 1913

## Distribution
- Bessie Eyton
- William Hutchinson
- Wheeler Oakman
- Herbert Rawlinson
- Tom Santschi